# ヴァルナ (イタリア)
ヴァルナ（イタリア語: Varna ; ドイツ語: Vahrn ファールン）は、イタリア共和国トレンティーノ＝アルト・アディジェ州ボルツァーノ自治県にある、人口約4,800人の基礎自治体（コムーネ）。

## 地理

### 位置・広がり
トレントの北東約90キロメートル、県庁所在地のボルツァーノの中心から北東約35キロメートルに立地する。

#### 隣接コムーネ
隣接するコムーネは以下の通り。
- ブレッサノーネ
- キウーザ
- フォルテッツァ
- ナツ＝シャーヴェス
- サレンティーノ
- ヴェルトゥルノ

## 行政

### 分離集落
ヴァルナには以下の分離集落（フラツィオーネ）がある。
- Novacella(Neustift), Scaleres(Schalders), Spelonca(Spiluck)

## 住民

### 言語
| 言語集団調査（2011年） | 言語集団調査（2011年） | 言語集団調査（2011年） | 言語集団調査（2011年） | 言語集団調査（2011年） |
| ---------------------- | ---------------------- | ---------------------- | ---------------------- | ---------------------- |
|                        |                        |                        |                        |                        |
| ドイツ語               | ドイツ語               |                        | 87.80%                 | 87.80%                 |
| イタリア語             | イタリア語             |                        | 11.18%                 | 11.18%                 |
| ラディン語             | ラディン語             |                        | 1.02%                  | 1.02%                  |

2011年に行われた、住民がドイツ語・イタリア語・ラディン語のいずれの「言語集団」に属するかの調査によれば（ボルツァーノ自治県#言語集団調査参照）、住民の約88%がドイツ語話者で、イタリア語話者も約11%いる。

### 人口動態
ISTATの人口統計によれば、1921年2,164人、1931年2,529人、1936年2,088人、1951年2,076人、1961年2,268人、1971年2,653人、1981年3,102人、1991年3,269人、2001年3,577人、2004年3,749人となっており、1950年代以降一貫して増加傾向にある。

## 文化
第一次世界大戦の終わった1918年までオーストリア・ハンガリー帝国領であったため、現在もイタリア語よりドイツ語を主に使用する人が多数を占める。
第二次世界大戦中に自然の石灰岩を利用してつくられた砦があり、現在はチーズの熟成庫として用いられている。

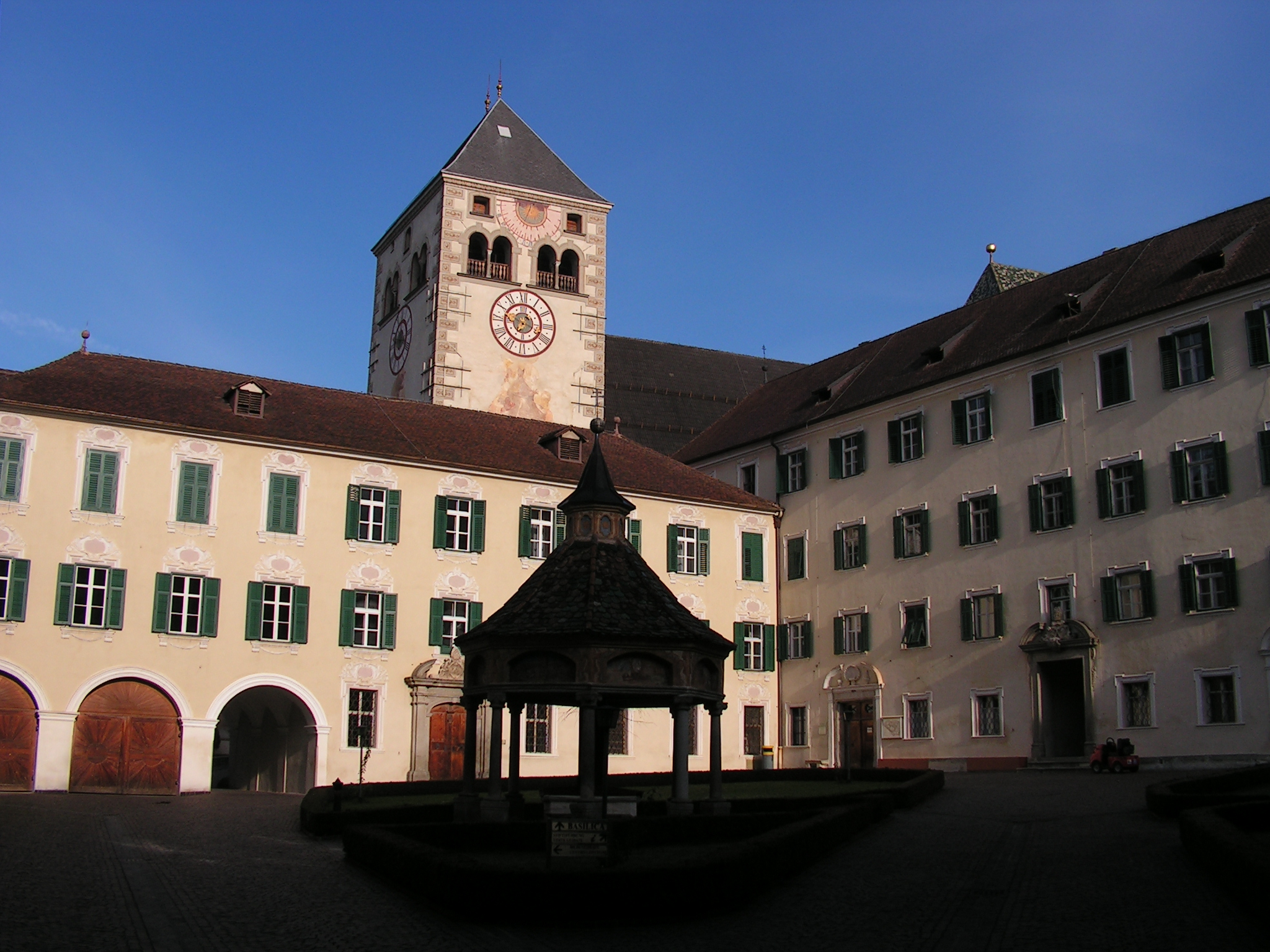
ノヴァッチェラ（Novacella）修道院の法廷